# Race - Il colore della vittoria
Race - Il colore della vittoria (Race) è un biopic sportivo del 2016 diretto da Stephen Hopkins.
Film biografico sull'atleta afroamericano Jesse Owens, che vinse quattro medaglie d'oro ai Giochi olimpici di Berlino 1936, del cast fanno parte Stephan James, nel ruolo di Owens, Jason Sudeikis, Jeremy Irons, William Hurt e Carice van Houten. Il titolo gioca sul doppio significato della parola race, che in inglese significa sia "razza" che "corsa".

## Trama
Negli anni trenta Jesse Owens (un ragazzo afroamericano) diventò un campione di atletica leggera, vincendo quattro medaglie d'oro ai Giochi olimpici del 1936, tenuti a Berlino. Il film parla inizialmente della vita quotidiana di Owens, cioè lavoro-sport-casa, che viene completamente cambiata quando va a fare un colloquio con colui che sarà il suo nuovo allenatore, il quale, notando le sue doti, lo allenerà duramente. Un giorno Owens si infortuna per una scommessa, ma riesce a riprendersi in tempo per le Olimpiadi di Berlino.
Vince i 100 metri. Nelle qualificazioni del salto in lungo sbaglia il primo salto, poiché era abituato a segnare il punto dove cadeva il concorrente e dove sarebbe dovuto cadere lui. Anche il secondo salto è dato come nullo, ma nel terzo ed ultimo, grazie anche all'aiuto del campione tedesco Carl "Luz" Long, riesce a qualificarsi per la finale, dove al termine di una entusiasmante sfida con Carl "Luz" Long, vince la seconda medaglia d'oro. Sul podio della premiazione Owens fa il saluto americano, non quello nazista, davanti a Hitler presente nello stadio.
Alla fine del film, nonostante abbia vinto quattro medaglie alle olimpiadi e abbia superato il record di medaglie del suo allenatore, quando, rientrati negli Stati Uniti, vanno a festeggiare in un ristorante, Owens viene obbligato a entrare dal retro, malgrado le proteste del suo allenatore. Inaspettatamente, mentre passa attraverso le cucine, Jesse viene fermato dal ragazzo che lavora come lift-boy, che gli chiede un autografo.

## Produzione

### Sviluppo
Il 24 gennaio 2014 è stato annunciato che la Forest Pictures stava sviluppando un film sull'atleta statunitense Jesse Owens, che ha ottenuto un record di quattro medaglie d'oro ai Giochi Olimpici del 1936. Mister Smith Entertainment ha gestito le vendite internazionali del film al Berlino Film Market nel mese di febbraio. Stephen Hopkins è stato ingaggiato per dirigere la pellicola basata su una sceneggiatura di Joe Shrapnel e Anna Waterhouse. Solofilms e Trinity Race avrebbero co-prodotto il film, con John Boyega nel ruolo di Owens. SquareOne Entertainment e Entertainment One hanno ottenuto i diritti per la distribuzione in Germania e in Canada.

### Cast
Nell'aprile 2015 Boyega ha abbandonato il ruolo da protagonista in Race dopo essere stato ingaggiato per il film Star Wars - Il risveglio della Forza. Boyega è stato sostituito dall'esordiente Stephan James. Jason Sudeikis e Jeremy Irons sono entrati nel cast, per interpretare rispettivamente Larry Snyder, allenatore ossessivo di Owens, e Avery Brundage, capo del comitato olimpico statunitense. Il 29 settembre 2014, Carice van Houten si è unita al cast nel ruolo della regista e fotografa Leni Riefenstahl, invitata da Hitler a riprendere le Olimpiadi del 1936, che ha pubblicato in forma di un film documentario nel 1938 con il titolo Olympia. William Hurt ha ottenuto il ruolo di Jeremiah Mahoney, presidente della Amateur Athletic Union che cercò di boicottare le Olimpiadi del 1936.
Il film ha ottenuto il supporto della famiglia Owens, attraverso la Jesse Owens Foundation, Jesse Owens Trust e Luminary Group.

### Riprese
Il film è stato girato fra: Montréal (e nel quartiere Vieux-Montréal), Longueuil e Berlino; alcune scene sono state girate anche all'interno dell'Olympiastadion.

## Distribuzione
Il film è stato distribuito nelle sale cinematografiche statunitensi il 19 febbraio 2016 dalla Focus Features. In Italia è arrivato il 31 marzo seguente, distribuito dalla Eagle Pictures.

## Owens e Hitler
Il film avrebbe dovuto ricostruire l'episodio dell'incontro fra il campione di colore e il dittatore tedesco sulla base della versione sempre sostenuta dallo stesso Jesse Owens,, ma si attiene invece alla narrazione ufficiale e comunemente accettata, secondo la quale al momento della premiazione Hitler abbandonò il palco d'onore ignorando a bella posta l'afroamericano Owens, reo di aver sconfitto il tedesco e "ariano" Luz Long.
In realtà, stando all'autobiografia scritta dallo stesso Owens, le cose si svolsero in modo molto diverso:
(Jesse Owens, The Jesse Owens Story, 1970.)
Anche la figlia di Owens, Marlene Owens Rankin, che a nome della "Jesse Owens Foundation" corresse la sceneggiatura del film, è dello stesso avviso:
La tesi di Owens è stata confermata anche dal giornalista sportivo tedesco Siegfried Mischner, che raccontò di aver assistito personalmente alla stretta di mano fra Hitler e Owens, avvenuta però nella "pancia" dell'Olympiastadion, e perciò lontano dagli occhi della stampa mondiale.
Di quella stretta di mano Owens possedeva però una fotografia, che custodiva gelosamente nel portafoglio, e che negli anni '60 mostrò a Mischner e ad alcuni suoi colleghi affinché lo aiutassero a cambiare la versione falsa ma già allora universalmente riconosciuta della vicenda. Nonostante la sua insistenza, però, nessuno di loro lo accontentò. A tal proposito Mischner dichiarò: